# Huset Windsor
Huset Windsor er navnet på det britiske kongehus siden 1917. Huset nedstammer fra Prins Albert af Sachsen-Coburg og Gotha og hans gemalinde Victoria af Storbritannien.
Under navnet Huset Sachsen-Coburg-Gotha kom slægten på den britiske trone i 1901. Det nuværende navn blev indført i 1917.
Nogle af slægtens britiske medlemmer benytter efternavnet Windsor, mens de tyske medlemmer kalder sig Prinz (eller Prinzessin) von Sachsen-Coburg und Gotha.
Huset Windsors hovedlinje tilhører den ernestinske gren af Huset Wettin. 

## Fremtiden
Dronning Elizabeth 2. af Storbritannien tilhører Huset Windsors hovedlinje og dermed også Huset Wettin. Dronningens børn tilhører ikke Huset Wettin. Derimod tilhører de (ligesom prins Philip) den glücksborgske slægt. Det er usikkert, hvad det britiske kongehus vil kalde sig i fremtiden. Èn mulighed er, at navnet Windsor bliver bevaret, (men uden tilknytning til slægten Wettin). En anden mulighed er, at kongehuset vælger et andet navn (fx Mountbatten-Windsor). 

## Titulære overhoveder for Huset Windsor
- George 5. af Storbritannien (1917-1936), konge 1910-1936
- Edward 8. af Storbritannien (1936-1972), konge januar-december 1936, derefter hertug af Windsor
- Henry, hertug af Gloucester (1972-1974)
- Richard, hertug af Gloucester (1974-nu), gift med den danskfødte Birgitte Eva Henriksen (Birgitte van Deurs)
  - Alexander Windsor, jarl af Ulster (født 1974), gift med Claire Alexandra Windsor, grevinde af Ulster (født: Booth)
    - Xan Richard Anders Windsor, Lord Culloden (født 2007)

## Huset Windsors hovedlinje
Tre af kong Georg 5.s af sønnesønner (prins Richard (hertug af Gloucester), prins Edward (hertug af Kent) og prins Michael af Kent) har fået børn. Disse oldebørn er fødte med efternavnet Windsor. 
Kong Georg 5.s sønner og sønnesønner er fødte som prinser og har derfor intet efternavn. Tilsvarende er hans døtre og sønnedøtre fødte som prinsesser. Da de giftede sig, fik de ægtemandens titel og eventuelle efternavn.
- 1865-1936: Georg 5. af Storbritannien, gift med Mary af Teck (1867-1953)
  - 1894-1972: Edward 8. af Storbritannien, konge i 1936, derefter hertug af Windsor, gift i 1937 med Wallis Simpson (1896-1986)
  - 1895-1952: George 6. af Storbritannien, gift i 1923 med Elizabeth Bowes-Lyon (1900-2002)
    - 1926-2022: Elizabeth 2. af Storbritannien, gift med Prins Philip, hertug af Edinburgh (1921-2021)
    - 1930-2002: Prinsesse Margaret, grevinde af Snowdon, gift med Antony Armstrong-Jones, 1. jarl af Snowdon (født 1930)

  - 1897-1965: Mary, Princess Royal og grevinde af Harewood, gift i 1922 med Henry Lascelles, jarl of Harewood (1882-1947)
  - 1900-1974: Henry, hertug af Gloucester, gift i 1935 med prinsesse Alice, hertuginde af Gloucester, født Lady Alice Christabel Montagu-Douglas-Scott (1901-2004)
    - 1941-1972: prins William af Gloucester
    - 1944-nu: prins Richard, hertug af Gloucester, gift med Birgitte Eva Henriksen (Birgitte van Deurs)
      - 1974-nu: Alexander Windsor, jarl af Ulster, gift med Claire Alexandra Windsor, grevinde af Ulster (født: Booth)
        - 2007-nu: Xan Richard Anders Windsor, Lord Culloden
        - 2010-nu: Lady Cosima Windsor

      - 1977-nu: Lady Davina Lewis (født Windsor)
      - 1980-nu: Lady Rose Gilman (født Windsor)

  - 1902-1942: George,hertug af Kent, gift i 1934 med Prinsesse Marina af Grækenland og Danmark, hertuginde af Kent (1906-1968)
    - 1935-nu: Prins Edward (hertug af Kent), gift med Katharine, hertuginde af Kent (født 1933)
      - 1962-nu: George Windsor, jarl af St. Andrews, gift med Sylvana Palma Windsor, grevinde af St. Andrews (født 1957 som Sylvana Tomaselli)
        - 1988-nu: Edward Windsor, Lord Downpatrick
        - 1992-nu: Lady Marina-Charlotte Windsor
        - 1995-nu: Lady Amelia Windsor

      - 1964-nu: Lady Helen Marina Lucy Taylor, født Windsor
      - 1970-nu: Lord Nicholas Windsor, gift med Lady Nicholas Windsor (født grevinde Paola Doimi di Delupis, senere Prinsesse Paola Doimi de Lupis de Frankopan) (født 1969)
        - 2007-nu: Albert Windsor
        - 2009-nu: Leopold Windsor

    - 1936-nu: prinsesse Alexandra af Kent (Lady Ogilvy), gift med Sir Angus James Bruce Ogilvy, (1928 – 2004)
    - 1942-nu: Prins Michael af Kent, gift med prinsesse Michael af Kent (født baronesse Marie Christine Agnes Hedwig Ida von Reibnitz) (født 1945) 
      - 1979-nu: Lord Frederick Windsor, gift med Sophie Winkleman (født 1980)
      - 1981-nu: Lady Gabriella Windsor

  - 1905-1919: Prins John af Storbritannien, ugift

## Huset Windsors andre linjer

### Prins Philips linje
Linjen nedstammer fra HKH Prins Philip, hertug af Edinburgh (født 1921 som søn af Prins Andreas af Grækenland og Danmark) og hans gemalinde dronning Elizabeth 2. af Storbritannien af Huset Windsor (f. 1926). Prins Philip og hans efterkommere tilhører ikke Huset Wettin.
Fra 1973 til 1987 var prinsesse Anne (datter af prins Philip) kendt som The Princess Anne, Mrs. Mark Phillips. Hendes efterkommere fører efternavnet Phillips. Lady Louise Windsor (datter af prins Edward, jarl af Wessex) bruger efternavnet Windsor. 
Prins Philips andre efterkommere har ikke officielle efternavne. Uoffielt bruger prins Charles's sønner (prins William og prins Henry) efternavnet Wales, mens prins Andrews døtre (prinsesse Beatrice og prinsesse Eugenie) bruger det uofficielle efternavn York.
- HM Charles 3. (f. 1948), søn af Prins Philip, hertug af Edinburgh. 
  - HKH William, prins af Wales (f. 1982), søn af Charles 3. af Storbritannien.
  - HKH Prins Henry, hertug af Sussex (f. 1984), søn af Charles 3. af Storbritannien.
- Her Royal Highness The Princess Royal (Prinsesse Anne af Storbritannien), (født 1950), datter af prins Philip, hertug af Edinburgh.
  - Peter Phillips, født 1977, Elizabeth 2.'s ældste barnebarn, gift med Autumn Kelly i 2008.
    - Savannah Phillips, født 2010, datter af Peter og Autumn, hun er dronningens første oldebarn

  - Zara Tindall, (født som Zara Phillips), født 1981, dronningens næstældste barnebarn.
- HKH Prins Andrew af Storbritannien, hertug af York (f. 1960), søn af Prins Philip, hertug af Edinburgh.
  - HKH Prinsesse Beatrice af York, (født 1988), datter af prins Andrew af Storbritannien, hertug af York.
  - HKH Prinsesse Eugenie of York, (født 1990), datter af prins Andrew af Storbritannien, hertug af York.
- HKH prins Edvard, jarl af Wessex (f. 1964), søn af Prins Philip, hertug af Edinburgh. 
  - Lady Louise Windsor (egentlig: HKH Prinsesse Louise af Wessex), (født 2003), datter af prins Edward af Storbritannien, jarl af Wessex.
  - James, Viscount Severn (egentlig: HKH Prins James af Wessex), (f. 2007), søn af prins Edvard, jarl af Wessex.

### Jarlen af Snowdons linje
Linjen nedstammer fra Antony Armstrong-Jones, 1. jarl af Snowdon (f. 1930) og Prinsesse Margaret, grevinde af Snowdon (1930-2002). Antony Armstrong-Jones og hans efterkommere tilhører ikke Huset Wettin. 
Antony Armstrong-Jones's efterkommere bruger efternavnene Armstrong-Jones og Chatto.
- David Armstrong-Jones, Viscount Linley (født 1961), gift med Lady Serena Armstrong-Jones, Viscountess Linley (født 1970). 
  - Charles Armstrong-Jones (født 1999).
  - Margarita Armstrong-Jones (født 2002).
- Lady Sarah Chatto, født Armstrong-Jones (født 1964), gift med Daniel Chatto (født 1957).
  - Samuel David Benedict Chatto (født 1996).
  - Arthur Robert Nathaniel Chatto (født 1999).

## Medlemmer af Huset Windsor i 1918
I listen over prins Alberts og dronning Victorias nærmeste efterkommere er Huset Windsors medlemmer i 1918 markerede med kursiv. 
- 1840-1901: Viktoria af Storbritannien, gift med Frederik 3. af Tyskland (1831-1888)
- 1841-1910: Edward 7. af Storbritannien, gift med Alexandra af Danmark (1844-1925)
  - 1864-1892: Albert Victor af Storbritannien, forlovet med Mary af Teck
  - 1865-1936: Georg 5. af Storbritannien, gift med Mary af Teck (1867-1953)
    - 1894-1972: Edward 8. af Storbritannien, gift i 1937
    - 1895-1952: George 6. af Storbritannien, gift i 1923
    - 1897-1965: Mary, Princess Royal og grevinde af Harewood, gift i 1922
    - 1900-1974: Henry, hertug af Gloucester, gift i 1935
    - 1902-1942: George,hertug af Kent, gift i 1934
    - 1905-1919: Prins John af Storbritannien, ugift

  - 1867-1931: Louise, Princess Royal og hertuginde af Fife, gift med Alexander Duff, hertug af Fife (1849-1912)
  - 1868-1935: Prinsesse Victoria af Storbritannien, ugift
  - 1869-1938: Maud af Storbritannien, gift med kong Haakon 7. af Norge (1872-1957)
  - 1871: Prins Alexander John af Wales
- 1843-1878: Alice af Storbritannien, gift med storhertug Ludvig 4. af Hessen og ved Rhinen (1837-1892), forældre til den russiske kejserinde Aleksandra Fjodorovna og oldeforældre til Prins Philip, hertug af Edinburgh
- 1844-1900: Alfred, hertug af Sachsen-Coburg og Gotha, gift med Maria Aleksandrovna af Rusland (1853-1920) 
  - 1874-1899: Alfred, arveprins af Sachsen-Coburg og Gotha, forlovet med Elsa af Württemberg (1876–1936), gift (ægteskabet annulleret) med Irin Mabel Fitzgerald
  - 1875-1938: Prinsesse Marie af Edinburgh, gift med kong Ferdinand 1. af Rumænien (1865-1927)
  - 1876-1936: Prinsesse Victoria Melita af Sachsen-Coburg-Gotha, gift (1894-1901) med storhertug Ernst Ludwig af Hessen (1868-1937) og gift (1905-1936) med storfyrst Kirill Vladimirovitj af Rusland (1876-1938) (titulær kejser i eksil fra 1924)
  - 1878-1942: Prinsesse Alexandra af Sachsen-Coburg og Gotha, gift med Ernst 2., fyrste til Hohenlohe-Langenburg (1863-1950), regent af Sachsen-Coburg og Gotha i 1900-1905
  - 1884-1966: Prinsesse Beatrice af Sachsen-Coburg og Gotha, gift med den (italiensk-)spanske prins Alfonso, hertug af Galliera (1868-1975)
- 1846-1923: Helena af Storbritannien, gift med prins Christian af Augustenborg (1831-28. oktober 1917), forældre til Albert af Slesvig-Holsten-Sønderborg-Augustenborg (den sidste hertug af Augustenborg)
- 1848-1939: Louise af Storbritannien, hertuginde af Argyll, gift med John Campbell, hertug af Argyll (1845-1914), ingen børn
- 1850-1942: Prins Arthur, hertug af Connaught og Strathearn, gift med Louise Margaret af Preussen (1860-14. marts 1917) 
  - 1882-1920: Margareta af Connaught (Daisy), svensk kronprinsesse, gift med den senere kong Gustav 6. Adolf af Sverige, forældre til Dronning Ingrid af Danmark
  - 1883-1938: Prins Arthur af Connaught, gift med prinsesse Alexandra, hertuginde af Fife (1891-1959) 
    - 1914-1943: Alastair Windsor, hertug af Connaught og Strathearn, ugift

  - 1886-1974: Prinsesse Patricia af Connaught (senere Lady Patricia Ramsay), gift med Sir Alexander Robert Maule Ramsay, søn af den 13. jarl af Dalhousie (1881-1972)
- 1853-1884: Leopold, hertug af Albany, gift med Helena af Waldeck-Pyrmont (1863-1922) 
  - 1883-1981: Prinsesse Alice, grevinde af Athlone, gift med Alexander af Teck (1874-1957) og dermed svigerinde til Mary af Teck (britisk dronning)
  - 1884-1954: Carl Eduard, hertug af Sachsen-Coburg og Gotha (1900-1918), gift med Victoria Adelheid af Glücksborg (1885-1970) 
    - 1906-1972: Johann Leopold, kronprins til Sachsen-Coburg og Gotha (1906-1918), (hans efterkommere er arvinger til titlen Hertug af Albany, men ikke til Sachsen-Coburg og Gotha), gift i 1932
    - 1908-1972: Prinsesse Sibylla af Sverige, gift i 1932 med Arveprins Gustav Adolf af Sverige, forældre til kong Carl 16. Gustav af Sverige
    - 1909–1943: Prins Hubertus af Sachsen-Coburg og Gotha, ingen efterkommere
    - 1912-1983: Prinsesse Caroline Mathilde af Sachsen-Coburg og Gotha, gift 1931, 1938 og 1946
    - 1918-1998: Friedrich Josias, Prins af Sachsen-Coburg og Gotha (hans efterkommere er arvinger til Sachsen-Coburg og Gotha), gift 1942, 1948 og 1964
- 1857-1944: Prinsesse Beatrice af Storbritannien, gift med Heinrich af Battenberg (1858-1896), forældre til Victoria Eugenia af Battenberg (1887-1969) (spansk dronning fra 1906 til 1931)